# پیتر پارکر (مجموعه فیلم سم ریمی)
پیتر پارکر از زمین ۹۶۲۸۳ یک شخصیت خیالی در مجموعه فیلم‌های مرد عنکبوتی به کارگردانی سم ریمی است که از شخصیت کمیک به همین نام اثر استن لی و استیو دیتکو الهام گرفته شده ‌است. داستان آن توسط دیوید کپ نگاشته شده و این نقش را توبی مگوایر بازی کرد. این نسخه از پیتر پارکر در چهار فیلم مرد عنکبوتی، مرد عنکبوتی ۲، مرد عنکبوتی ۳ و مرد عنکبوتی: راهی به خانه نیست حضور داشت.

## داستان
پیتر پارکر این نسخه مانند نسخه زمین اصلی ، پسری خجالتی است که توسط عنکبوتی آلوده به رادیواکتیو گزیده می‌شود و توانایی پیمودن دیوارها و سقف‌ها را پیدا می‌کند اما بر خلاف کمیک ها و دیگر مرد عنکبوتی های سینما، برای تنیدن تار نیازی به دستگاه های تار افکن ندارد. علاوه بر آن، قابلیت حس عنکبوتی را به دست می‌آورد. به کمک این قابلیت، او می‌تواند از خطرها آگاه شود. او ابتدا از قدرتش برای کسب پول و شهرت استفاده می‌کند ولی پس از مرگ عمویش تصمیم می‌گیرد از قدرتی که دارد برای جلوگیری از جرم و جنایت استفاده کند.
این سه‌گانه ارتباط دشوار پیتر با بهترین دوستش هری آزبورن رابطه عاشقانه با مری جین، مشقت‌ها و مشکلات پیتر پارکر و مبارزه با کسانی که نیویورک را تهدید می‌کنند که عبارتند از: جن سبز، دکتر اختاپوس، مرد شنی و ونوم را نقل می‌کند.
در مردعنکبوتی: راهی به خانه نیست او برگشت و در کنار دو مرد عنکبوتی دیگر برای برگرداندن شرور ها مبارزه کرد.